# Dylan Kingwell
Dylan Kingwell (Vancouver, 6 juli 2004) is een Canadees acteur.

## Carrière
Kingwell begon als jeugdacteur in 2011 met acteren in de film To the Mat, waarna hij nog meerdere rollen speelde in films en televisieseries. Naast het acteren voor televisie is hij ook actief in nationale tv-commercials, zoals voor Nintendo 3DS, Lexus, Mattel, Walmart en Samsung.

## Filmografie

### Films
Uitgezonderd korte films.
- 2017 Escape from Mr. Lemoncello's Library - als Sean Keegan
- 2017 Campfire Kiss - als Arthur Henderson
- 2017 A Stranger with My Kids - als Max Clark
- 2016 The Wilding - als Peyton Reddings
- 2015 Wish Upon a Christmas - als Danny
- 2015 The Christmas Note - als Ethan
- 2015 Ice Sculpture Christmas - als jonge David
- 2014 Big Eyes - als jongen op kunstshow
- 2013 The Young and Prodigious T.S. Spivet - als kleine jongen
- 2011 To the Mat - als Jordy jr.

### Televisieseries
Uitgezonderd eenmalige gastrollen.
- 2022-2023 Ruby and the Well - als Sam Price - 28 afl.
- 2017-2022 The Good Doctor - als Steve Murphy - 7 afl.
- 2020-2021 The Baby-Sitters Club - als Sam Thomas - 6 afl.
- 2021 Superman and Lois - als tiener Clark - 3 afl.
- 2020 The 100 - als Luca - 5 afl.
- 2017-2019 A Series of Unfortunate Events - als Quigley Quagmire - 14 afl.
- 2015 The Returned - als Victor - 10 afl.